# You Got It

"You Got It" é uma canção do último álbum de Roy Orbison, Mystery Girl, lançado em 1989. A canção alcançou a 9ª colocação na tabela musical Billboard Hot 100 e a 1ª na Adult Contemporary Singles, isto após 24 anos que uma canção de Roy Orbison esteve entre 40 primeiros singles pela primeira vez. "You Got It" também alcançou a terceira colocação no UK Singles Chart, na primavera de 1989. A música foi lançada poucos meses após a morte de Orbison por ataque cardiaco em 6 de dezembro de 1988, aos 52 anos de idade. Enquanto "You Got It" foi o último single de Orbison nos Estados Unidos, "I Drove All Night", esteve no Top 5 do Reino Unido no fim de 1992. Além disso, foi seu único single a permanecer entre os Top 10 no Hot Country Songs, com pico de # 7.
Nos Estados Unidos, a canção se tornou um sucesso novamente em 1995, interpretada por Bonnie Raitt, que gravou uma versão para a trilha sonora do filme Boys on the Side. A regravação alcançou a 34ª no Billboard Hot 100. Whoopi Goldberg também cantou a canção para o filme.
No Brasil a canção foi difundida por fazer parte da trilha sonora internacional da telenovela da Rede Globo "O Sexo dos Anjos", exibida entre 1989 e 1990.
Orbison interpretou a canção em público apenas uma vez, durante o Diamond Awards Festival, na cidade de Antuérpia, Bélgica, poucos dias antes de sua morte. Parte da apresentação foi incorporada ao videoclipe da canção.
A música ganhou popularidade no Reino Unido em 2010, devido a utilização nos anúncios do Celebrity Big Brother 7.

## Desempenho nas tabelas musicais

### Posições
| País/Parada (1989)                            | Melhor posição |
| --------------------------------------------- | -------------- |
| Alemanha Ocidental (Official German Charts)   | 9              |
| Austrália (ARIA)                              | 3              |
| Áustria (Ö3 Austria Top 75)                   | 4              |
| Bélgica (Ultratop 50 de Flandres)             | 1              |
| Canadá (RPM)                                  | 3              |
| Canadá (RPM Country Tracks)                   | 3              |
| Estados Unidos (Billboard Hot 100)            | 9              |
| Estados Unidos (Billboard Adult Contemporary) | 1              |
| Estados Unidos (Billboard Hot Country Songs)  | 7              |
| Estados Unidos (Billboard Mainstream Rock)    | 2              |
| Europa (European Hot 100 Singles)             | 3              |
| Finlândia (Suomen virallinen lista)           | 3              |
| França (IFOP)                                 | 35             |
| Irlanda (IRMA)                                | 2              |
| Países Baixos (Dutch Top 40)                  | 3              |
| Nova Zelândia (Recorded Music NZ)             | 2              |
| Países Baixos (Single Top 100)                | 4              |
| Noruega (VG-lista)                            | 3              |
| Suécia (Sverigetopplistan)                    | 5              |
| Suíça (Schweizer Hitparade)                   | 9              |
| Reino Unido (UK Singles Chart)                | 3              |